# Andreas Erm
Andreas Erm (Berlino, 12 marzo 1976) è un marciatore tedesco, medaglia di bronzo nella 50 km ai Mondiali di Parigi Saint-Denis 2003.

## Risultati
| Anno | Competizione           | Città            | Posizione | Evento   | Tempo        |
| ---- | ---------------------- | ---------------- | --------- | -------- | ------------ |
| 1994 | Mondiali Juniores      | Lisbona          | 9         | 10,000 m | 42:21.72     |
| 1995 | Europei Juniores       | Nyíregyháza      | 1         | 10,000 m | 40:51.38     |
| 1996 | Giochi Olimpici        | Atlanta          | 24        | 20 km    | 1:25:08      |
| 1997 | Europei U23            | Turku            | 5         | 20 km    | 1:22:55      |
| 1998 | Campionati Europei     | Budapest         | 4         | 20 km    | 1:21.53      |
| 2000 | Coppa Europa di marcia | Eisenhüttenstadt | 2         | 20 km    | 1:18:42      |
| 2000 | Giochi Olimpici        | Sydney           | 5         | 20 km    | 1:20:25      |
| 2001 | Coppa Europa di marcia | Dudince          | 3         | 20 km    | 1:19:51      |
| 2001 | Mondiali               | Edmonton         | —         | 20 km    | Ritirato     |
| 2003 | Mondiali               | Saint-Denis      | 3         | 50 km    | 3:37:46      |
| 2004 | Giochi Olimpici        | Atene            | —         | 50 km    | Squalificato |